# アメリカ不動産投資
アメリカ不動産投資（アメリカふどうさんとうし）とは、アメリカ国内の不動産物件を投資目的で購入し、資産運用すること。

## メリット
アメリカで不動産を買うことのメリットとして、市場の取引制度が成熟している点が挙げられる。買主保護がしっかりしており、必ずしも本人が実際に物件を見なくとも、専門の鑑定人や代行業者に依頼することで、遠隔地からでも正確に物件の状態を把握することができる。また、ファイナンシングの上でも自由度が高く、アイデア次第で投資効率を飛躍的に高めることが可能である。

## 主な代行業
- アプレイザー（鑑定士：物件の相場を鑑定してくれる）
- インスペクター（検査士：物件の状態・修繕必要箇所などを鑑定）
- タイトルカンパニー（名義書き換え・物件引渡しの仲介・保証）

などがある。アメリカの不動産取引では、各職能ごとに専門家が依頼を受けることになっている。

## 鑑定
不動産鑑定レポートのこと。不動産の適正価格を客観的に評価したもの。鑑定(appraisal)は、鑑定士(appraiserという専門家)によって作成される。鑑定士になるには、州の認可を受けた専門学校に通い、試験に合格する必要がある。一度試験に受かれば良いというものではなく、継続教育(CPE)が要求される。
鑑定の仕方は、「近隣類似物件売買価格」「同様物件新築費用」「予想賃貸収入」などを総合的に勘案しながら、見積もりを作成する。アメリカは不動産の売買件数が多く、しかもそれらの情報が全て公開されるので、近隣物件情報の収集は困難ではない。

## 検査
検査(inspection)とは、専門家が「建物の状態を検査すること」である。検査を行う専門家を検査(inspector)と呼び、彼等は州政府の認可を受けている。
検査の内容は、屋根や階段の状態はもちろん、備え付けのシャワーから電子レンジにまで及ぶ。作動状況や故障の箇所、修理の要否を調査してゆく。物件購入後に予想外の欠陥が出てこないためにも、購入前に検査士による綿密な調査を行うことが必須である。
熟練の検査士であれば、ただ問題の箇所を発見するだけにとどまらない。たとえば「次の修理は大体○○年先」といった将来的な見通しについてもアドバイスをくれる。信頼の置ける検査士とのコネを持つことが、遠隔地からの米国不動産投資においては最重要課題。

## タイトルカンパニー
物件の売買において、所有権移転を代行してくれるのが「タイトルカンパニー(title company)」である。
タイトルカンパニーは、権利瑕疵保険（title policy）の発行や、物件代金の入金を確認後、購入者には物件占有権を引き渡し、売主には代金を送金する。このように、取引の円滑を第三者的に担保する業者である。タイトルカンパニーを経由することによって、買主・売主の双方が安心して取引することができる。タイトルカンパニーに手続きを頼むと手数料が必要だが、安心を買うと思えば決して高いわけではない。支払いの受け持ちは、州の慣行や交渉次第。買主と売主とで費用を折半したりもする。

## 不動産業者
米国で「不動産屋さん」をあらわす言葉がリアルター(realtor)である。その業務内容は、日本の「不動産屋さん」よりも狭く、入金の取り扱いや名義書換業務などには従事しない。
物件の売買代金に対して、通常、売主から6%の手数料を取る形式。リアルターを経由しないで購入する形式で、この手数料を節約するために、買い手と売り手が合意する場合も多く、双方が得するFSBO（for sale by owner、レアルターを仲介しない売主との直接取引き形式。米口語では、フィーズボーと発音する）の市場も大きい。
また、アメリカの不動産取引制度においてリアルターは、売主専属の代理人であるセラーズエージェントと、買主専属の代理人であるバイヤーズエージェントとに分かれ、それぞれ依頼主の立場から利益の最大化を図るという制度が取られている。

## アメリカでの与信
アメリカ国内で数年間、不動産取引をしていると、現地の与信（信頼度）がついてくる。与信があれば、現地でお金を借りて不動産投資をすることも可能になるので、将来的には、より有利な借入れが可能となる。
アメリカ国籍を持つ者に比べて、外国人にはいくぶん制限があるものの、与信を得ることは可能。数度の確定申告を行うことによって、段階的に与信を得られる。これは不動産取引に限ったことではなく、現地で「お金を借りて返す」行為や、通常の経済活動を行い納税することによって「実績」を積み重ねられる。こうすることで、アメリカ国内での与信評価が改善されてゆく。

## ナッシング・ダウン(Nothing Down)
ナッシング・ダウンとは「頭金ゼロ」で不動産を購入することで、ダウンは「頭金」を意味する。ロバート・アレンの著書にも、同名のものがある。
頭金に自分のお金を使わずに、物件を購入する何らかの方法を総括してナッシング・ダウンという。たとえば、「手持ちの不動産を担保にお金を借りて、他の不動産の頭金とする。その買った不動産が値上がりしたところで、さらに、リファイナンスをして引き出したお金で、また第三の物件を買う」といった自転車操業。手持ち資金が少なくても、多数の物件を保有できる。アメリカの不動産価格が右肩上がりの時には、飛躍的に資金を増やせる手法といえる。
しかし欠点もある。ひとたび資金が回らなくなれば、あとは破産するしかない。ロバート・アレンは過去に2度破産している。ナッシング・ダウンはハイリスクな投資行動なので、注意が必要である。

## 建物価値の評価基準
日本の不動産であれば、構造物の価値は新築時が一番高く、あとは築年数に比例して減価していくほかない。しかし、アメリカでは、築年数は必ずしも重視されず、「実際の使用に堪えるか？」という点がもっとも重視される。それゆえ、数十年～100年以上前の物件であっても、修繕を重ねながら、未だに物件価値がゼロにはならずに、資産として評価されている。
日本であれば、賃貸によって得る収益と、経年による物件価値の減価との間で綱引きが起こるが、アメリカ不動産の場合には、修繕をしっかりと行えば、物件価値を維持したまま同時に賃貸収入も得られる。その分、投資家にとって有利な運用が可能となっている。
日本の不動産は、根本に「スクラップ・アンド・ビルド」の発想がある。そのため、経年に応じて物件価値が下がってゆくのだが、アメリカにおいては「使えるもの＝資産」という捉え方をされる。ゆえに修繕を重ねながら物件価値が維持されてゆくのである。このことは物件を転売するときも有利に働く。